# Григорівська сільська рада (Братський район)
Григо́рівська сільська́ ра́да — адміністративно-територіальна одиниця та орган місцевого самоврядування у Братському районі Миколаївської області. Адміністративний центр — село Григорівка.
24 серпня 1957 року Григорівську сільраду Лисогірського р-ну передано до складу Братського району.

## Загальні відомості
- Населення ради: 2 081 особа (станом на 2001 рік)

## Населені пункти
Сільській раді були підпорядковані населені пункти:
- с. Григорівка
- с. Антонівка
- с-ще Людмилівка
- с. Михайло-Жукове
- с. Орлове Поле
- с. Тимофіївка
- с. Степове

## Склад ради
Рада складалася з 16 депутатів та голови.
- Голова ради: Єфіменко Валентин Іванович
- Секретар ради: Хома Олена Миколаївна

### Керівний склад попередніх скликань
| Прізвище, ім'я, по батькові  | Основні відомості                                                 | Дата обрання | Дата звільнення |
| ---------------------------- | ----------------------------------------------------------------- | ------------ | --------------- |
| Шалигіна Валентина Василівна | Сільський голова, 1953 року народження, член Народної партії      | 26.03.2006   | 31.10.2010      |
| Єфіменко Валентин Іванович   | Сільський голова, 1957 року народження, освіта вища, безпартійний | 31.10.2010   |                 |

Примітка: таблиця складена за даними сайту Верховної Ради України

### Депутати
За результатами місцевих виборів 2010 року депутатами ради стали:

#### За суб'єктами висування
| Суб'єкт висування             | Кількість обраних депутатів | %    |
| ----------------------------- | --------------------------- | ---- |
| Партія регіонів               | 11                          | 68,8 |
| Народна партія                | 3                           | 18,8 |
| Політична партія «Фронт Змін» | 2                           | 12,5 |

#### За округами
| № округу                      | Прізвище, ім'я, по батькові       | Дата визнання обраним | Освіта             | Партійна приналежність              | Відомості про обраного депутата                       |
| ----------------------------- | --------------------------------- | --------------------- | ------------------ | ----------------------------------- | ----------------------------------------------------- |
| Народна Партія                |                                   |                       |                    |                                     |                                                       |
| 1                             | Семеделіхін Андрій Васильович     | 04.11.2010            | вища               | член Народної партії                | Людмилівський бурякопункт, директор                   |
| 6                             | Дегтяр Лідія Сергіївна            | 04.11.2010            | вища               | член Народної партії                | Григорівська сільська рада, спеціаліст землевпорядник |
| 7                             | Хома Олена Миколаївна             | 04.11.2010            | середня спеціальна | член Народної партії                | Григорівська сільська рада, секретар                  |
| Партія регіонів               |                                   |                       |                    |                                     |                                                       |
| 2                             | Молчанова Марія Сергіївна         | 04.11.2010            | середня спеціальна | член Партії регіонів                | ТОВ «Айленд-санойлінк», бухгалтер                     |
| 3                             | Овчаренко Роман Ігорович          | 04.11.2010            | вища               | член Партії регіонів                | Григорівська загальноосвітня школа І-ІІІ ст., вчитель |
| 5                             | Поборська Олена Вікторівна        | 04.11.2010            | середня спеціальна | член Партії регіонів                | Григорівське відділення зв'язку, завідувач            |
| 9                             | Безпятий Олександр Анатолійович   | 04.11.2010            | середня            | член Партії регіонів                | Знам'янська залізнична колія, шляховий майстер        |
| 10                            | Ковальчук Валентина Володимирівна | 04.11.2010            | середня спеціальна | член Партії регіонів                | тимчасово не працює                                   |
| 11                            | Кучеренко Володимир Іванович      | 04.11.2010            | середня            | член Партії регіонів                | Знам'янська залізнична колія, монтер колії            |
| 12                            | Андросова Наталія Володимирівна   | 04.11.2010            | середня спеціальна | член Партії регіонів                | Людмилівське відділення зв'язку, завідувач            |
| 13                            | Пірязєва Тетяна Юріївна           | 04.11.2010            | середня спеціальна | член Партії регіонів                | Людмилівський сільський клуб, завідувач               |
| 14                            | Дроздова Наталія Вікторівна       | 04.11.2010            | середня спеціальна | член Партії регіонів                | тимчасово не працює                                   |
| 15                            | Мороз Сергій Миколайович          | 04.11.2010            | середня спеціальна | член Партії регіонів                | приватний підприємець                                 |
| 16                            | Порохнявий Володимир Вікторович   | 04.11.2010            | середня спеціальна | член Партії регіонів                | приватний підприємець                                 |
| Політична партія «Фронт Змін» |                                   |                       |                    |                                     |                                                       |
| 4                             | Корнієнко Людмила Миколаївна      | 04.11.2010            | середня спеціальна | член Політичної партії «Фронт Змін» | Гриорівська сільська рада, спеціаліст                 |
| 8                             | Гакман Людмила Михайлівна         | 04.11.2010            | середня спеціальна | член Політичної партії «Фронт Змін» | Братський ТЦСОН, соціальний працівник                 |

## Населення
Згідно з переписом УРСР 1989 року чисельність наявного населення села становила 2153 особи, з яких 968 чоловіків та 1185 жінок.
За переписом населення України 2001 року в селі мешкало 2068 осіб.

### Мова
Розподіл населення за рідною мовою за даними перепису 2001 року:
| Мова       | Відсоток |
| ---------- | -------- |
| українська | 81,11 %  |
| російська  | 15,91 %  |
| молдовська | 2,31 %   |
| циганська  | 0,24 %   |
| білоруська | 0,19 %   |
| болгарська | 0,05 %   |